# How Betty Won the School
How Betty Won the School é um filme mudo norte-americano de 1911, do gênero comédia. O diretor do filme não está creditado.